# Мідден-Дренте
Мідден-Дренте (нід. Midden-Drenthe, нід. вимова: [ˌmɪdə(n) ˈdrɛntə] ( прослухати)) — муніципалітет у Нідерландах, у провінції Дренте.
Був утворений 1998 року під назвою Мідденвелд (нід. Middenveld) об'єднанням колишніх муніципалітетів Бейлен, Смілде і Вестерборк. Сучасну назву отримав у 2000 році.
На території сучасного муніципалітету Мідден-Дренте під час Другої Світової війни був розміщений концентраційний табір Вестерборк, названий за однойменним селом. 1970 року на місці концтабору було збудовано радіотелескоп Вестерборк.

## Населені пункти муніципалітету
Міста
- Бейлен

Села
- Балінге
- Бовенсмілде
- Вестерборк
- Вейстер
- Віттевен
- Гармінге
- Гейкен
- Гогален
- Гогерсмілде
- Дрейбер
- Елп
- Звіггелте
- Мантінге
- Ню-Балінге
- Ораньє
- Орвелте
- Смілде

Селища
- Брюнстінг
- Брюнтінге
- Гейкерсмілде
- Голте
- Ерсінге
- Зейдвелд
- Лаггален
- Лаггалервен
- Спір

## Топографія
Топографічна карта муніципалітету (червень 2015 року)

## Визначні мешканці
- Гендрикьо ван Андел-Сгіппер (1890 у Смілде – 2005 у Гогевені) — нідерландська супердовгожителька.
- Аделінде Корнеліссен (нар. 1979 в Бейлені) — нідерландська вершниця, олімпійська медалістка.